# August Winding

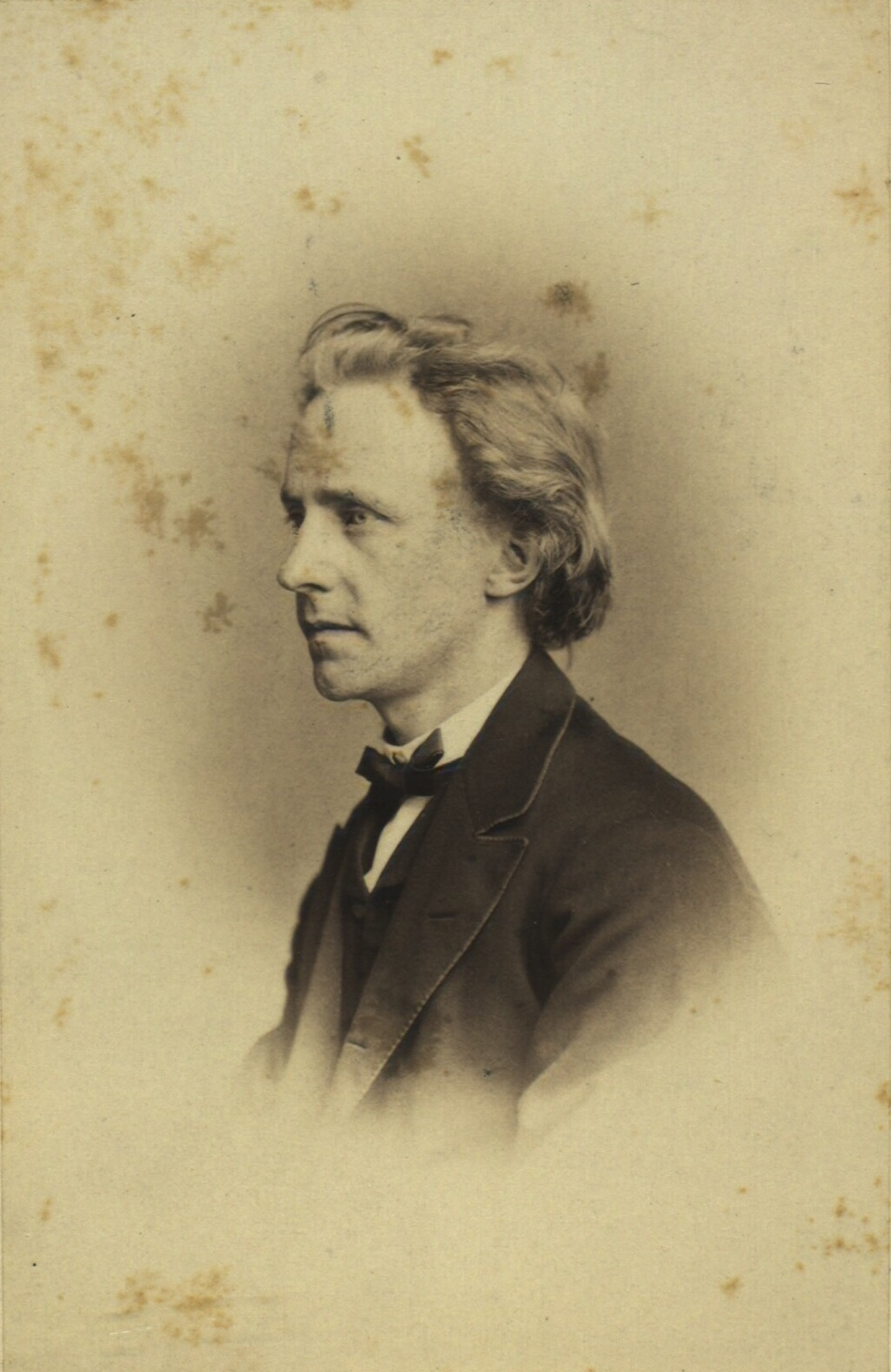
August Winding

August Henrik Winding (* 24. März 1835 in Tårs auf Lolland; † 16. Juni 1899 in Kopenhagen) war ein dänischer Pianist, Klavierpädagoge und Komponist.

## Biografie
August Winding wurde in Tårs auf Lolland geboren. Sein Vater Anders Frederik war Pfarrer, spielte sehr gut Klavier und gab mehrere Volksliedsammlungen heraus. Er übernahm die früheste musikalische Unterweisung seines Sohnes. Augusts drei Brüder waren ebenfalls hochmusikalisch, allen voran Peder Buonventura, der trotz seines frühen Todes mit 16 Jahren, einige Klavierwerke hinterließ. 1847, im Alter von zwölf Jahren, schickten die Eltern den Sohn zur weiteren Ausbildung nach Kopenhagen, wo er im Hause der Musikerfamilie Johann Peter Emilius Hartmann aufgenommen wurde. Dort unterrichtete ihn Niels Wilhelm Gade, sein späterer Schwager, in den Fächern Komposition und Theorie. Klavierunterricht erhielt bei dem dänischen Hofpianisten Carl Reinecke, später bei Anton Rée (1820–1886). und Wilhelm Holm. Nach seinem Kopenhagener Konzertdebüt 1851 wurde er schnell der bedeutendste dänische Pianist seiner Zeit, wobei er sich insbesondere als Interpret der Werke Beethovens und Mozarts einen Namen machte und für einige derer Klavierkonzerte Solokadenzen schrieb. Im Jahr 1855 reiste Winding u. a. nach Leipzig und Prag, wo er bei Wilhelm Holm, beim Nikolai-Organisten Hermann Schellenberg und bei Alexander Dreyschock (1818–1869), der ihn für den „vorzüglichsten seiner bisherigen Schüler“ erklärte, sein Klavier- und Orgelspiel vervollkommnete. 1864 heiratete A. Winding seine langjährige Verlobte Clara Frederike Hartmann (1839–1925). Aus dieser Ehe gingen die Kinder Ingeborg (1871–1908) und Poul Andreas (1877–1966) hervor. 1867 wurde Winding am neu gegründeten Det Kongelige Danske Musikkonservatorium als Klavierlehrer angestellt. 1869 erhielt er das Det anckerske Legat und konnte mit dem Preisgeld in diesem und dem Folgejahr u. a. nach Berlin, Leipzig, Wien und Rom reisen. In Leipzig kam sein Klavierquartett op. 17 im Gewandhaus zur Aufführung. In Rom traf er 1870 gemeinsam mit seinem Freund Edvard Grieg u. a. mit Franz Liszt zusammen. 1872 zwang ihn jedoch eine Erkrankung seines Armes zu einer mehrjährigen Unterbrechung seiner Konzert- und Unterrichtstätigkeit. 1890 wurde ihm der dänische Ritterorden Dannebrogorden verliehen. 1892 erhielt er den Professorentitel und damit auch eine lebenslange Rente aus dem staatlich-dänischen Kunstfonds (Livsvarig kunstnerydelse). Bereits 1891 wurde Winding in das Direktorium des Konservatoriums gewählt, dem er bis zu seinem plötzlichen Tode, verursacht durch eine Angina Pectoris, im Jahr 1899 angehörte. Winding ist auf dem Søllerød Kirkegård beigesetzt.

## Werke (Auswahl)
- Orchesterwerke
  - Nordische Ouverture für Orchester op. 7
  - Konzertouvertüre d-Moll op. 14
  - Symphonie c-Moll op. 39
- Konzertante Werke
  - Klavierkonzert a-Moll op. 16
  - Konzert-Allegro c-Moll für Klavier und Orchester op. 29
  - Violinkonzert A-Dur, op. 11, UA am 2. März 1867, „Capitol teatret“ Kopenhagen, Solistin: Wilma Neruda
- Kammermusik
  - Klavierquartett D-Dur op. 17
  - Drei Fantasiestücke für Klarinette und Klavier op. 19
  - Violinsonate op. 5 (Wilma Neruda gewidmet) und Violinsonate op. 35
- Klavierwerke
  - Phantasiestücke op. 1 (vierhändig)
  - Reisebilder op. 3
  - Landlige Scener: Skizzer for Piano op. 9
  - Studien und Stimmungen op. 10
  - Genrebilder op. 15
  - Klavierstücke in Etüdenform op. 18
  - 7 Klavierstücke Aus der Ferienzeit op. 22
  - 5 Klavierstücke in Etüdenform op. 24
  - Tonbilder op. 25
  - Praeludien in allen Tonarten op. 26
  - Contraste op. 28
  - Tonbilder op. 25
  - Albumblätter op. 33
  - Idyller og Legender op. 37
  - Klavierstücke in Etüdenform op. 48
  - Aus der Kinderwelt. Klavierstücke für kleine Hände op. 59
- Lieder
  - op. 2, op. 14 (auf Texte von Klaus Groth)
  - op. 3
  - op. 4
  - Chorlieder (div.)
- Weiteres
  - Klavierarrangement, 1. Akt des Ballett „Fjieldstuen“
  - Pfingsthymne